# Zhang Hua
Zhang Hua (kin. 张华, trad. 張華, Pinyin: Zhāng Huà; 232. – 300.), kurtoaznog imena Maoxian (茂先), bio je kineski pjesnik i političar koji je služio na dvoru dinastije Jin.
Bio je sin Zhang Pinga, regionalnog službenika države Cao Wei. Od ranih dana je pokazivao talent za poeziju, a pjesme su mu se počele citirati širom zemlje. Privukao je pažnju regenta Sima Zhaoa, koji ga je pozvao na dvor. Postupno je napredovao u službi, a posebno se istakao kao jedan od rijetkih dvorjana koji je podržavao ratni plan koji će 280. godine dovesti do pada države Wu i ponovnog ujedinjenja Kine. Međutim, Zhang Hua je uskoro pao u nemilost cara Wua zbog zalaganja da Wuov brat Sima You bude regent njegovom mentalno retardiranom sinu krunskom princu Zhongu. Na dvor se vratio 290. godine, ali se nije snašao u intrigama vezanim uz Rat osam prinčeva te ga je 300. godine ubio princ Sima Lun.